# Salven
Salven je reka jugovzhodne Azije, dolga približno 3289 kilometrov, ki teče s Tibetanske planote proti jugu v Andamansko morje. Salven teče predvsem znotraj jugozahodne Kitajske in vzhodnega Mjanmara (Burma), s kratkim odsekom, ki tvori mejo med Burmo in Tajsko. Skozi večino svojega toka se hitro vije skozi razgibane gorske kanjone. Kljub veliki dolžini reke je plovnih le zadnjih 90 km, kjer tvori skromen estuarij in delto pri Mavlamjinu. Reka je ob svojem toku znana pod različnimi imeni, vključno s Thanlwin v Burmi in Nu Jiang (ali reka Nu) na Kitajskem. Pogosto uporabljen zapis 'Salven' je anglicizacija burmanskega imena iz britanskih zemljevidov iz 19. stoletja.
Zaradi velikega razpona nadmorske višine in zemljepisne širine skupaj z geografsko izoliranostjo porečje Salven velja za eno najbolj ekološko raznolikih območij na svetu, saj vsebuje približno 25 odstotkov svetovnih kopenskih živalskih vrst in na tisoče rastlinskih vrst. Vzdolž svojega toka zagotavlja vodo za kmetijstvo in podpira obilen ribolov, zlasti v regiji delte. Porečje Salven je dom številnim etničnim manjšinskim skupinam, katerih predniki večinoma izvirajo iz Tibetanske planote in severozahodne Kitajske. Pred približno 5000 leti so se ljudje začeli seliti na jug vzdolž reke in ustanavljali majhna kraljestva in mestne države.
V zadnjih 1000 letih je Salven določala različne meje burmanskih imperijev na zahodu, kraljestva Siam na jugu in cesarske Kitajske na vzhodu, pri čemer so države Šan vzdolž srednjega Salvena pogosto sporno območje. V 19. stoletju je Britanski imperij napadel Burmo, Mavlamjine pa je dolga desetletja služil kot kolonialna prestolnica. Od burmanske neodvisnosti leta 1948 je bilo porečje Salven bojno polje za več front burmanske državljanske vojne, z velikimi območji v zvezni državi Šan in zvezni državi Karen (država Kajin), ki so se borila med burmansko vojsko in lokalnimi etničnimi milicami.
Salven je eden najmanj razdrobljenih velikih rečnih sistemov v Aziji, z le nekaj majhnimi jezovi v povirju reke in na pritokih. Reka ima izredno velik hidroenergetski potencial, s padcem več kot 5000 metrov  od izvira. Od 1970-ih si burmanska in tajska vlada prizadevata zgraditi velike jezove za hidroelektrarne vzdolž reke. Kitajska je prav tako nameravala zajeziti zgornji Salven, vendar so leta 2016 te načrte opustili v korist ustanovitve nacionalnega parka. Prihodnost projektov jezov v Mjanmaru in na Tajskem ostaja negotova.

## Geografija in poimenovanje
Porečje reke Salven obsega približno 324.000 kvadratnih kilometrov, od tega je 52 odstotkov na Kitajskem, 41 odstotkov v Mjanmaru in 7 odstotkov na Tajskem. Porečje je izredno dolgo in ozko, leži med rečnima sistemoma Iravadi in Brahmaputra na zahodu ter sistemom Mekong na vzhodu in deli krajšo mejo s sistemom Jangce na severu. S povprečno nadmorsko višino 3515 metrov porečje reke Salven vključuje številne ledeniške gorske verige, reka pa večji del svoje dolžine teče na visoki nadmorski višini. Na Kitajskem je porečje Salven v Avtonomni pokrajini Tibet in Junan. V Mjanmaru teče skozi države Šan, Kareni, Karen in Mon. Na Tajskem Salven meji samo na provinco Mae Hong Son, pritoki pa segajo v province Čjang Mai, Tak in Kančanaburi.
Povprečni pretok na meji med Kitajsko in Mjanmarom je 68,74 km³ na leto ali približno 2200 m³/s. Vzdolž meje med Mjanmarom in Tajsko ima Salven povprečni letni pretok 200 km³ ali več kot 6300 m³/s. Ocenjeni pretok na ustju je 210 km³ na leto ali 6600 m³/s. Približno 89 odstotkov letnega pretoka se zgodi v monsunski sezoni (od sredine maja do novembra) in le 11 odstotkov v preostalem delu leta.
Povprečna količina sedimenta v delti reke Salven je približno 180 milijonov ton na leto.
Prebivalstvo porečja Salven je ocenjeno na 24 milijonov ali 76 oseb/km². Približno 10 milijonov ljudi živi ob reki ali blizu nje. Ljudje v porečju Salven predstavljajo veliko raznolikost etničnih skupin. Na Kitajskem je dom Blang, Derung, Lisu, Nu, Palaung (De'ang), Šan, Tibetancev in Va ljudstev. V Mjanmaru glavne etnične skupine vključujejo Akha, Lahu, Lisu, Hmong, Kačin, Karen, Kareni, Kokang, Pa'O, Šan in Jao. Največja gostota prebivalstva je v zvezni državi Mon (300 oseb/km²) in Junan (100 oseb/km²), najmanjša pa je v Tibetu (5 oseb/km²).

### Zgornji tok reke Salven (Kitajska)
Salven izvira iz gorovja Tangula na osrednji Tibetanski planoti. Povirje je blizu vrha Dengka, vzhodno od prelaza Tanggula. Najvišji izvir je ledenik Džiangmeiergang Galou, 5432 m nad morsko gladino. Različni povirni tokovi tečejo proti jugozahodu skozi visokogorske doline in se zbirajo v jezeru Cona na nadmorski višini 4594 m. Nizvodno od jezera se tibetanski del reke imenuje Gjalmo Nagqu, 'črna reka'. V Tibetu reka teče večinoma znotraj prefekture Nagču.
Od jezera Cona reka teče proti jugu in se obrne proti vzhodu blizu mesta Nagču, kjer je hidroelektrarna Čalong. Vzhodneje je reka zajezena pri manjši hidroelektrarni Džičuan. Od leta 2017 sta to edina dva jezova na reki Salven. Nadaljevanje proti vzhodu se ji pridružijo reke Ka, Suo in Ga, ki vse tečejo z južnega pobočja gorovja Tangula. V okrožju Biru reka začne niz zavojev proti jugu in jugovzhodu ter teče skozi prefekturo Njingči. Malo pred vstopom v Junan se ji z vzhoda pridruži reka Ju, njen najdaljši pritok znotraj Kitajske.
Tibetanski del porečja Salven je malo poseljen, zlasti v hladnih območjih povirja, kjer je padavin malo in je rečni tok skoraj v celoti odvisen od taljenja ledenika. Zgornji bazen Salven vključuje več kot 12.000 km² ledenikov.
V Junanu je Salven znana kot Nudžiang (kitajsko: 怒江; pinjin: Nujiang) ali reka Nu, po avtohtonem ljudstvu Nu, vendar tudi dobesedno v prevodu 'jezna reka'. (Znak je samo homofon, ker kitajščina nima fonetične pisave) Več kot 1000 km teče Salven vzporedno in zahodno od povirja Mekonga in Jangceja, ločena z visokimi gorskimi grebeni Gore Hengduan. Gorovje Gaoligong zahodno od Salvene tvori mejo med Kitajsko in Mjanmarom. Med rekama Salven in Mekong okoli meje med Tibetom in Junanom je Meili Šue Šan, ki vključuje Kavagarbo, najvišji vrh v porečju Salven s 6740 m.
Velik del reke v Junanu je del zavarovanih območij Treh vzporednih rek, ki so del svetovne dediščine. Ta odsek, ki tvori kanjone do 4500 metrov, se pogosto imenuje »veliki kanjon vzhoda«.
Nadaljuje proti jugu, reka prečka planoto Junan-Guidžou skozi vrsto globokih kanjonov, ki jih razbijajo širše doline. V okrožju Longling se ji pridruži reka Kuke in zavije proti zahodu ter vstopi v Mjanmar. Skupna dolžina reke na Kitajskem je 1948 km, brez kratkega 25 km segmenta vzdolž meje med Kitajsko in Mjanmarom. Do takrat, ko zapusti Kitajsko, se je Salven spustila več kot 4000 metrov od svojega izvira.

### Spodnji tok reke Salven (Mjanmar in Tajska)
V Mjanmaru je reka Salven uradno znana kot Thanlvin; v državi Šan, v katero reka vstopi takoj, ko zapusti Kitajsko, je znana tudi kot Nam Khone. Reka, ki se obrne proti jugu, vijugasto reže skozi prostrano gorsko območje, znano kot hribovje Šan. Za to območje je značilna zapletena, razčlenjena topografija majhnih gorskih verig, planot in pečin, skozi katere je Salven vrezala obsežen niz sotesk. Ko teče proti jugu in se spušča, potuje od zmernih do subtropskih in končno tropskih podnebnih območij, z letnimi padavinami od 1200 do 2000 milimetrov na območju hribovja Šan.  Skupna dolžina reke v Mjanmaru in na Tajskem je 1316 kilometrov.
V zvezni državi Šan in državi Kareni (država Kajah) se reki pridruži več velikih pritokov, vključno z reko Nanding in reko Hka z vzhoda ter rekami Pang, Teng in Pavn z zahoda. Reka Pang je znana po svojih obsežnih apnenčastih formacijah blizu sotočja z reko Salven, kjer se razcepi v nešteto kataraktov, kanalov in otočkov, znanih kot Kun Heng, »tisoč otokov«. Jezero Inle, drugo največje jezero v Mjanmaru in svetovni biosferni rezervat, se izliva v Salven preko reke Pavn.
Južneje reka vstopi v državo Karen (država Kajin) in tvori mejo med Mjanmarom in Tajsko v dolžini približno 120 kilometrov. Na Tajskem je reka znana kot Salavin; velik del tajske strani meje je del narodnega parka Salavin in rezervata za divje živali Salavin. Na južnem koncu mejnega odseka se ji pridruži severozahodna reka Moei, ki tvori mejo med državama južno od te točke. V zvezni državi Karen reka teče skozi kraške apnenčaste hribe, kjer se vrstijo številne jame in nenavadne skalne formacije, zlasti okoli mesta Hpa-An.
Salven izhaja iz gora v obalno nižino v bližini mesta Hlaingbve. V bližini obale letna količina padavin znaša od 4000 do 5000 milimetrov, kar podpira gost tropski deževni gozd in produktivno industrijo riža. Reka teče nadaljnjih 100 km, preden se konča pri skromni delti in izlivu v Mavlamjine v državi Mon. Salven je pod vplivom plimovanja do 75 km v notranjosti. Tu se ji pridružita reka Gjaing z vzhoda in reka Ataran z jugovzhoda. Most Thanlvin, drugi najdaljši most v Mjanmaru, povezuje Mavlamjine z Motamo. Skupna reka se nato prebije v kanala Dajebauk (sever) in Mavlamjine (jug), ter oblikuje otok Bilugyun, preden se izlije v zaliv Martaban.

## Geologija
Današnji tok reke Salven se je začel oblikovati pred približno 5 milijoni let, ko je Indijska podcelina trčila v Azijo, kar je povzročilo dvig Himalaje in Tibetanske planote. Pred himalajsko orogenezo so se današnji zgornji tokovi rek Iravadi, Salven, Mekong in Jangce morda izlivali v Rdečo reko in se izlivale v Južnokitajsko morje. Pokrajina je bila hribovita, a ne posebej razgibana, s povprečno nadmorsko višino 1000 metrov ali manj. Ko sta se celini zbližali, je nastala zapletena zmešnjava gora, ki je starodavno Rdečo reko razdelila na različne drenažne sisteme, z Jangcejem, ki teče proti vzhodu proti Pacifiku, Mekong in Salven pa tečeta proti jugu v današnjo tajsko reko Čao Phraja. Pred približno 1,5 milijona let je vulkanska dejavnost preusmerila Salven proti zahodu proti Andamanskemu morju, kar je približno ustvarilo sodobno pot reke.
Vzporedni sodobni tokovi zgornjega toka Salvena, Mekonga in Jangceja so tam, kjer vzhodna Tibetanska planota seka višavje planote Junan-Guidžou. Gorske verige, ki ločujejo te reke, so posamezni tereni (drobci skorje), ki so se ločeno zrasli na azijsko celino – tvorijo kotlino in pokrajino verige z drenažo, ki teče od severa proti jugu – nato pa se stisnejo skupaj, tako da reke tečejo le 20 kilometrov ponekod narazen. Ko so se gore še naprej dvigovale, so se reke zarezale v pokrajino vzdolž vzporednih prelomnih območij in ustvarile današnje globoke kanjone. Območje preloma Nudžiang se razteza na več kot 600 kilometrov vzdolž reke v Junanu.
Nastanek Himalaje je blokiral drenažo s Tibetanske planote proti jugu proti Indijskemu oceanu, kar je prisililo drenažo severno od gora proti vzhodu proti reki Jangce. Ta reka, ki teče proti vzhodu, predhodnica sodobne reke Yarlung Tsangpo, je bila večkrat zajeta v odtoke na jugu in je našla različne poti do morja preko rek Mekong, Salven in Iravadi. Kombinirana drenaža Salven–Yarlung Tsangpo bi bila veliko daljša od sodobne reke Salven in bi se raztezala dodatnih 1500 kilometrov zahodno čez Tibetansko planoto. Končno je Yarlung Tsangpo zajela reka Brahmaputra v današnji Indiji. Salven je morda nekoč imela dodatne pritoke nad sedanjim izvirom, toda zaradi dvigovanja Himalaje, ki je blokirala vlago iz Indijskega oceana, so ti pritoki presahnili, zaradi česar so danes po Nagčuju raztresena številna končna jezera.
Salven nosi ocenjenih 108 do 237 milijonov ton usedlin na leto. Približno 92 odstotkov usedlin pride v ocean med monsunsko sezono. Delta reke Salven fizično meji na delti Iravadija in reke Sitaung. Delta Iravadi–Sitaung–Salven je razmeroma stabilna, pri čemer se je obala med letoma 1925 in 2006 v povprečju dvignila za 3,4 metra na leto. Kopičenje usedlin je v veliki meri izravnano s pogrezanjem in prenašanjem oceanskih tokov. Vendar bi predlagani jezovi vzdolž Salven ujeli velik del sedimenta s potencialnimi škodljivimi vplivi na obalno erozijo.